# Pneumodermopsis ciliata
Pneumodermopsis ciliata is een slakkensoort uit de familie van de Pneumodermatidae. De wetenschappelijke naam van de soort is voor het eerst geldig gepubliceerd in 1855 door Gegenbaur.